# ماهیگیری ترولینگ

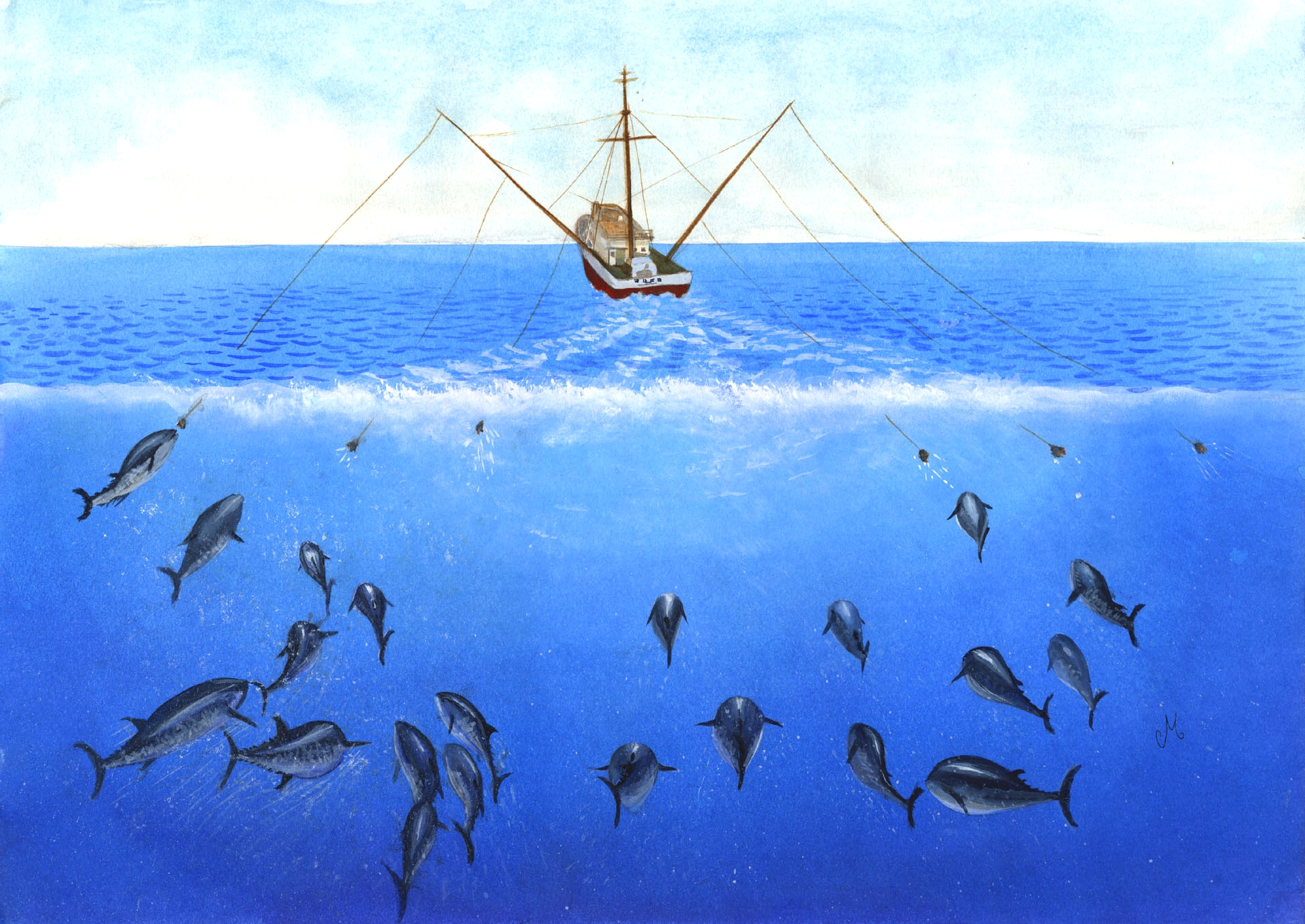
تصور هنرمند از عملیات ترول کردن ماهی تن، با استفاده از برآمدگی برای بکسل کردن چندین خط ترولینگ و ایجاد ظاهر ماهی در حال مدرسه

ترولینگ یا طعمه‌کشی آرام یا طعمه‌کشی فریب (به انگلیسی: Trolling) روشی از ماهیگیری است که در آن یک یا چند نخ ماهیگیری، طعمه‌گذاری‌شده با طعمه یا طعمه ماهی، با سرعت ثابت و کم در آب کشیده می‌شود. این ممکن است پشت یک قایق در حال حرکت باشد، یا با پیچاندن آهسته خط هنگام ماهیگیری از حالت ایستا، یا حتی جارو کردن خط از یک سو به سوی دیگر، به عنوان مثال هنگام ماهیگیری از اسکله. تورکشی برای صید ماهی‌های دریایی مانند آزاد، ماهی خال‌خالی و خال‌خالی شاهی استفاده می‌شود.
در انگلیسی آمریکایی، ترولینگ را می‌توان از نظر آوایی با صید ترال اشتباه گرفت، روشی متفاوت از ماهیگیری که در آن یک تور (ترال) به جای خطوط در آب کشیده می‌شود. ترولینگ هم برای ماهیگیری تفریحی و هم برای ماهیگیری تجاری استفاده می‌شود، در حالی که ترال عمدتاً برای ماهیگیری تجاری استفاده می‌شود.
ترول کردن از یک قایق متحرک شامل حرکت بسیار آهسته در آب است. این را می‌توان با استفاده از یک موتور ترولینگ مخصوص انجام داد. اغلب از خطوط متعدد استفاده می‌شود و می‌توان از بیرون‌دهنده برای پخش گسترده‌تر خطوط و کاهش احتمال گره خوردن آنها استفاده کرد. همچنین می‌توان از پایین‌دهنده‌ها برای نگه داشتن طعمه‌ها در عمق دلخواه استفاده کرد.

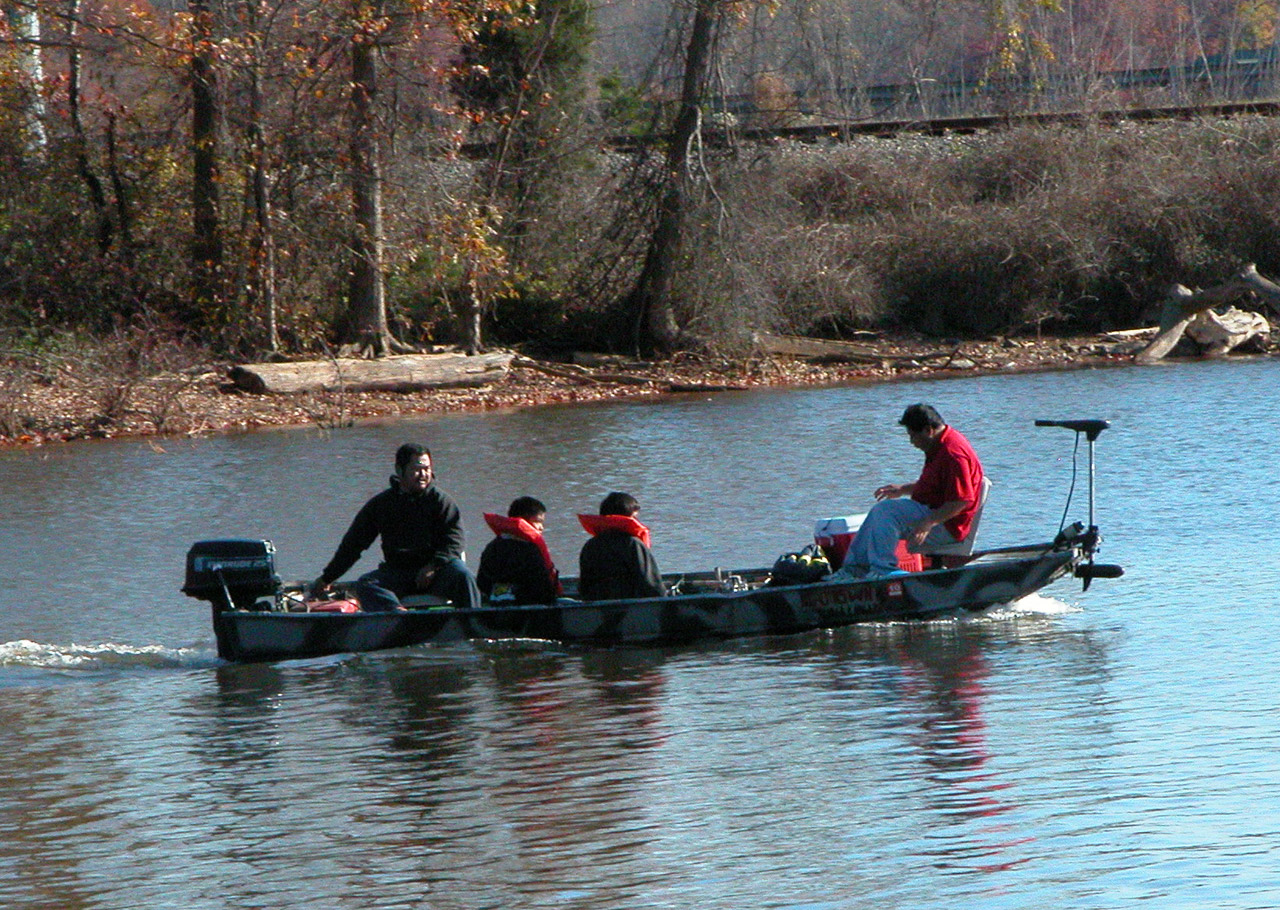
قایق باس آلومینیومی با موتور ترولینگ